# Nejc Malešič
Nejc Malešič, slovenski spidvejist, * 3. oktober 1991, Ljubljana.